# Vladislav Klembovsky
Vladislav Napoleonovich (Vladimir Nikolayevich) Klembovsky (en ruso: Владислав Наполеонович (Владимир Николаевич) Клембовский; Moscú, Rusia; 28 de junio de 1860-19 de julio de 1921) fue un comandante militar ruso durante la Primera Guerra Mundial.
Aleksandr Kérenski, jefe del Gobierno provisional ruso tras el derrocamiento del zar, lo designó Comandante en Jefe Supremo del ejército ruso en agosto de 1917, remplazando a Lavr Kornílov.
Klembovsky después se unió al Ejército Rojo como voluntario, pero fue arrestado por los bolcheviques tras la derrota del Ejército Rojo en Polonia y murió de hambre en prisión.

## Comandamientos
- 06.12.1915 - 30.01.1916: 5.º Ejército
- 25.10.1916 - 20.12.1916: 11.º Ejército
- 01.06.1917 - 29.08.1917: Frente Norte